# A Cage of Nightingales
A Cage of Nightingales (en francés: La Cage aux rossignols) es una película francesa de 1945 dirigida por Jean Dréville. Estuvo nominada al Premio Óscar por Mejor Historia, y sirvió como inspiración para la película Les Choristes.

## Trama
Clement Mathieu busca publicar su novela sin éxito. Con la ayuda de un amigo que es periodista, su historia sobre la 'jaula de los ruiseñores' se desliza subrepticiamente en un periódico.

## Elenco
- Noël-Noël como Clément Mathieu.
- Micheline Francey como Micheline.
- Georges Biscot como Raymond.
- René Génin como Le père Maxence.
- René Blancard como Monsieur Rachin.
- Marguerite Ducouret como La mère de Micheline.
- Marcelle Praince como La présidente.
- Marthe Mellot como Marie.
- Georges Paulais como Monsieur Langlois.
- André Nicolle como Monsieur de la Frade.
- Richard Francoeur como Monsieur de Mézères.
- Jean Morel como el director.
- Roger Vincent
- Michel François como Lequerec.
- Roger Krebs como Laugier.